# Lotte Klemm
Lotte Klemm, eigentlich Charlotte Emma Meta Amalie Klemm (* 10. Februar 1897 in Bützow; † 16. Januar 1989 in Osnabrück) war eine deutsche Künstlerin und Kunsterzieherin.

## Leben
Lotte Klemm wurde als zweitjüngstes von fünf Kindern des Kaufmanns Ludwig (Ernst Wilhelm) Klemm (1847–1917) und dessen Frau Auguste Wilhelmine Karoline, geb. Oesterheld, in der Schlossstraße 3 geboren. Wie bereits ihre Tante Johanna Klemm besuchte sie und ihre beiden Schwestern die „Höhere Töchterschule“ von Emma Hoffmann in der Pfaffenstraße, die auch ihre Patentante war. Während ihrer Schulzeit in Bützow wendete sie sich dem Wandervogel zu. 1914 besuchte sie die Königliche Kunstschule zu Berlin für weibliche Studierende des höheren Schuldienstes. Im Jahr 1917 bestand sie das Examen für Kunstpädagogik und Sport. Während ihrer Tätigkeit als Zeichenlehrerin an privaten Schulen in Berlin und Posen nahm sie an einem Halbjahreskurs an der Kunstgewerbeschule in München teil und belegte die Fächer Bildhauerei und Plastik. Schließlich siedelte sie am 1. August 1919 nach Osnabrück über und begann ihre Tätigkeit als Kunsterzieherin an der Möser-Realschule am Westerberg. 1959 trat Charlotte Klemm in den Ruhestand und zog in ein von ihr selbst entworfenes Wohnhaus. Bis zu ihrem Tode im Alter von 92 Jahren arbeitete sie in ihrem künstlerischen Handwerk. Im Jahr 2016 errichtete man auf ihrem Grab eine Erinnerungstafel, nachdem ihr Urnengrab auf dem Hasefriedhof vorher von einer weißen Strauchrose geschmückt war.

## Werk
Zu ihrem Werk gehören farbige Wandteppiche, Scherenschnitte und Krippenfiguren. Sie illustrierte Schul- und Kinderbücher. Eine Reihe ihrer künstlerischen Arbeiten stellte der Dürerbund bereits 1924 im Museum von Osnabrück aus und schon 1928 erschien in der Fachzeitschrift Der Friedenssaal ein langer Aufsatz mit vielen Abbildungen. Unter dem Titel Art for Children as Shown by Modern European Picture Books waren ihren Werke 1929 Teil einer Ausstellung im Brooklyn Museum.

## Werke (Auswahl)
- Mädchen mit Dornenzweig (1919–1921, Scherenschnitt, Museum für Sächsische Volkskunst)[6]
- Wandbehang, Olga-Schwind-Ausstellung, Museum Theulegium, Tholey[7]
- Lotte Klemm: Liebes kleines Volk. Bilder aus dem Kinderleben nach Scherenschnitten von Lotte Klemm. Erste Sammlung. Julius Zwißler Verlag, Wolfenbüttel, 1919.[8]
- Lotte Klemm: Liebes kleines Volk. Bilder aus dem Kinderleben nach Scherenschnitten von Lotte Klemm. Zweite Sammlung. Verlag Zwißler, Wolfenbüttel, 1919.[8]
- Dorothea Boettcher-Schwerin: Scherz und Ernst aus der Welt der Kleinen für große Kinderfreunde (Gedichte), Zeichnungen von Lotte Klemm, Hinstorff'sche Hofbuchhandlung, Wismar in Mecklenburg, 1921.[9]
- Jetzt kann ich lesen! Zweites Lesebuch für kleine Jungen und Mädchen (2. Grundschuljahr), mit Bildern von Ludwig Richter und Scherenschnitten von Lotte Klemm, Osnabrücker Bezirkslehrerverein und Lehrerinnenverein (Hrsg.), 1928.
- Karl Heine, Wilhelm Kayser u. a. (Hrsg.): Niederdeutsches Lesebuch, Zweites Schuljahr, Zeichnungen von Lotte Klemm, Band 1, Schöningh Verlag, 1950[10]
- Lesebuch für Niederdeutschland, Band 1, Zweites Schuljahr, mit Zeichnungen von Lotte Klemm, Hermann Schroedel Verlag K.-G, Hannover, 4. Aufl. 1954[11]

## Nachlass
- Nachlass der Familie Klemm, gestiftet von einem Nachkommen, werden im Heimatmuseum Bützow aufbewahrt.